# Jane Nigh
Pour les articles homonymes, voir Nigh.
Bonnie Lenora Jane Nigh, née à Hollywood le 25 février 1925 et morte le 5 octobre 1993, est une actrice américaine.

## Biographie
Bonnie Lenora "Jane" Nigh est née à Hollywood en Californie le 25 février 1925. Sa sœur, Nancy, fut également actrice et sa mère travaillait dans la recherche pour un studio de cinéma.

## Carrière
Elle fut découverte en 1944 par Arthur Wenzler alors qu'elle travaillait dans une usine de défense. (Une autre source identifie Ivan Kahn comme étant le "chasseur" de talents de la 20th Century Fox.) Jane Nigh signera par la suite un contrat avec Fox Studios. Elle est créditée de plus de 40 films, notamment State Fair (La Foire aux illusions ) en 1945, Tragique rendez-vous en 1946, Give My Regards to Broadway (Broadway mon amour) en 1948, (sous le nom de June Nigh) et County Fair en 1950. Elle apparaît également dans de nombreuses émissions de télévision.
Elle a également eu des rôles majeurs dans deux films de Monogram Pictures, Blue Grass of Kentucky et Rodeo.
Jane Nigh a partagé la vedette avec Patrick McVey, dans la série télévisée Big Town, avec McVey jouant le rôle de rédacteur en chef d’un journal de la ville et Nigh, sa secrétaire. Elle avait le rôle de Lorelei Kilourne deux saisons de 1951 à 1953.

## Filmographie
- 1948 : Broadway mon amour (Give My Regards to Broadway) de Lloyd Bacon
- 1949 : L'Homme de Kansas City (Fighting Man of the Plains) d'Edwin L. Marin

## Vie privée
Jane Nigh s'est mariée et a divorcé trois fois, y compris avec un lieutenant de la marine, John Baker et eu quatre enfants, (dont deux prématurément): trois filles et un garçon. La première, une fille, est décédée très tôt après sa naissance en 1952.
Nigh et l'acteur Victor Cutler ont divorcé le 5 septembre 1946.
Elle est décédée le 5 octobre 1993 des suites d'un accident vasculaire cérébral à l'âge de 68 ans.